# واوچیگنن
واوچیگنن (به فرانسوی: Vauchignon) یک کمون در فرانسه است که در Canton of Nolay واقع شده‌است.

## خصوصیات
واوچیگنن ۴٫۲۴ کیلومترمربع مساحت و ۳۹ نفر جمعیت دارد.